# Uroleucon breviscriptum
Uroleucon breviscriptum är en insektsart som först beskrevs av Palmer 1936.  Uroleucon breviscriptum ingår i släktet Uroleucon och familjen långrörsbladlöss. Inga underarter finns listade i Catalogue of Life.